# Койра
Койра (бенг. কয়রা, англ. Koyra) — город на юго-западе Бангладеш, административный центр одноимённого подокруга (Koyra Upazila). Площадь города равна 10,06 км². По данным переписи 2001 года, в городе проживало 8636 человек, из которых мужчины составляли 47,95 %, женщины — соответственно 52,05 %. Плотность населения равнялась 861 чел. на 1 км². Уровень грамотности населения составлял 31,3 % (при среднем по Бангладеш показателе 43,1 %).